# 대벌레아목
대벌레아목(Verophasmatodea 또는 Phasmatodea/Phasmida)은 대벌레목에 속하는 아목의 하나이다. 현존하는 대벌레목 중에서 가장 많은 대벌레 종을 포함하고 있다.

## 분류
- Anareolatae상과
  - Diapheromeridae과
  - 긴수염대벌레과(Lonchodidae)
  - 날개대벌레과(Necrosciidae)
  - 대벌레과 (Phasmatidae)
- Areolatae상과
  - † Archipseudophasmatidae[1]
  - Aschiphasmatidae과
  - Bacillidae과
  - Heteronemiidae과
  - Phylliidae과
  - Pseudophasmatidae과

## 한국의 대벌레
한국의 대벌레는 총 3과 5종이다.
- 대벌레과(Phasmatidae)
  - 대벌레(Baculum irregulariterdentatum Brunner von Wattenwyl, 1907)
  - 우리대벌레(Baculum koreanum Kwon Ha and Lee, 1992)
- 긴수염대벌레과(Lonchodidae)
  - 긴수염대벌레(Phraortes illepidus Brunner von Wattenwyl, 1907)
- 날개대벌레과(Necrosciidae)
  - 분홍날개대벌레(Micadina phluctainoides Rehn, 1904)
  - 날개대벌레(Micadina yasumatsui Shiraki 1935)